# Termòlisi
La descomposició tèrmica o  termòlisi  és la reacció en la qual un compost se separa en almenys dos elements quan se sotmet a un augment de temperatura.
Per exemple el carbonat de calci es descompon en òxid de calci i diòxid de carboni. En altres compostos es poden arribar a separar els seus àtoms constitutius, per exemple, l'aigua escalfada a més de 2.500 °C trenca els seus enllaços i es converteix en àtoms d'hidrogen i oxigen.

## Exemples
El carbonat de calci quan s'escalfa (en aquest cas rep el nom de calcinació) es descompon en òxid de calci i diòxid de carboni:
CaCO₃ → CaO + CO₂
L'aigua, quan s'escalfa a 2000 °C, se sotmet a la dissociació dels seus components:
2 H₂O → 2 H₂ + O₂